# Hotel Ryugyong
L'Hotel Ryugyong (en coreà: 류경호텔) (també anomenat Ryu-Gyong o Yu-Kyung) és un gratacel de 105 plantes en forma de piràmide a la ciutat de Pyongyang capital de la Corea del Nord. És concebut per a un ús mixt que inclou un hotel amb tres mil habitacions. El nom en coreà significa «capital dels salzes», un dels antics noms de la ciutat.
La construcció  va començar el 1987 però es va aturar el 1992 després de la caiguda de la Unió Soviètica. Les obres van reprendre de nou el 2008 i es va completar l'exterior el 2011. La inauguració, prevista el 2012 per celebrar el centenari del naixement de Kim Il-sung es va ajornar fins al 2013. Aquesta data tampoc es va respectar. L'últim indici de qualsevol obra que s'ha fet a l'edifici va ser el 2018. A la fi de 2023 encara cap hoste no hi havia dormit ni una nit.